# لودفيغ وولف
لودفيغ وولف (بالألمانية: Ludwig Wolff)‏ هو ضابط ألماني، ولد في 31 أغسطس 1886 في سيليستات في فرنسا، وتوفي في 17 مايو 1950 في نويشتات إن هولشتاين في ألمانيا.